# Toluca (meteorite)
Toluca è un meteorite ferroso trovato in Messico nel 1776, vicino a Toluca.

## Storia
La caduta di questo meteorite risale probabilmente a più di 10000 anni fa.
Usato per secoli dagli indigeni per realizzare strumenti in metallo. In particolare sembra che sia stata la popolazione dei Matlatzinca ad usare maggiormente il materiale di questo meteorite. Questo perché oltre ad essere più resistente, il ferro di questo oggetto celeste non doveva essere estratto dal sottosuolo essendo già in superficie. Fu scoperto nel 1776 dai conquistadores.

## Distribuzione
Negli anni sono stati raccolti migliaia di frammenti arrivando ad una massa complessiva di circa 3000 kg.

## Composizione e classificazione
Il meteorite Toluca strutturalmente è una ottaedrite grezza, molto simile al meteorite di Odessa. È caratterizzato da frequenti inclusioni di troilite.
La classificazione chimica ufficiale è "sottogruppo low-Au/low-Ni (sLL) del complesso IAB".